# Киселиха (Кировская область)
Киселиха — деревня в Сунском районе Кировской области в составе Большевистского сельского поселения.

## География
Находится на расстоянии примерно 17 км на север по прямой от районного центра поселка Суна рядом с деревней Дворища у дороги Киров-Суна.

## История
Известна с 1678 года как заимка над речкой Ишетью с 2 дворами, в 1702 уже деревня Киселевская, В 1764 уже числилось 98 жителей. В 1873 учтено было дворов 17 и жителей 120, в 1905 19 и 166, в 1926 (уже Киселиха) 28 и 157, в 1950 24 и 86, в 1989 оставалось 57 жителей.

## Население
Постоянное население составляло 47 человек (русские 98 %) в 2002 году, 28 в 2010.